# Cârlibaba

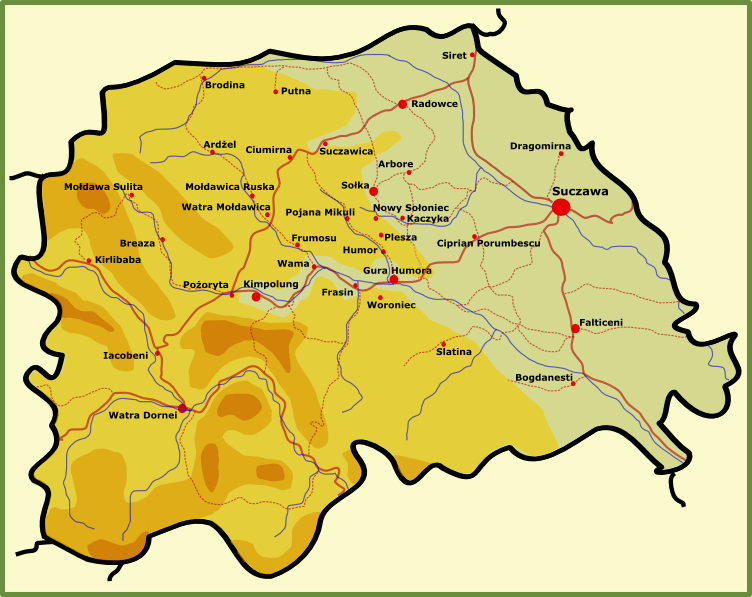
Bukowina południowa

Cârlibaba – wieś w Rumunii, w okręgu Suczawa, w gminie Cârlibaba. W 2011 roku liczyła 919 mieszkańców. Wieś jest położona przy ujściu potoczku Cârlibaba do Bystrzycy. 
Nazwa pochodzi od nieistniejącej już dzisiaj nazwy góry Kyrleba, cytowanej przez Jana Długosza góry w masywie Obcin Feregului. Miejscowe legendy łączą nazwę Cârlibaba z wiedźmą-znachorką, która w pradawnych czasach miała siedzieć w pustej jeszcze, zalesionej dolinie, nad owym potokiem (legendarna etym.: gyrla – baba).
Przed II wojną światową mieszkała tu duża wspólnota niemiecka. Dziś pozostało z niej około 50 rodzin. Oprócz nich mieszka tu około 700 Hucułów, resztę stanowią Rumuni. Ogólna liczba mieszkańców przekracza 2500 osób. W całej gminie mieszka ok. 5000 osób. W Cârlibabie są dwie cerkwie i jeden kościół. 
Jest to miejsce walk Legionów Polskich z Rosjanami. Koło kościoła znajduje się mogiła dwunastu legionistów polskich z 1915 roku. Ksiądz katolicki dojeżdża w niedzielę z Vatra Dornei.
30 września 1944 roku wieś została zajęta przez wojska radzieckie.
Jedna cerkiew jest położona nad potokiem Cârlibaba, druga nad Bystrzycą, na północ od centrum. Warto w niej obejrzeć drewniane płaskorzeźby na ścianie zachodniej przedstawiające Trójcę Świętą, Maryję z Dzieciątkiem w łonie i apostołów Piotra i Pawła. Na niewielkim garbie ponad cerkwiami znajdują się mogiły wojsk Armii Czerwonej z obeliskiem ku jej chwale. Na skałce przy ujściu potoku Cârlibaba do Bystrzycy można znaleźć niewielki obelisk upamiętniający, żyjącego w XIV wieku, wojewodę Bogdana. Pamięć lokalna wspomina o "bardzo dawnym" pobycie Tatarów w Cârlibabie, powołując się na "dokumenty z monastyru w Putnie".

## Galeria

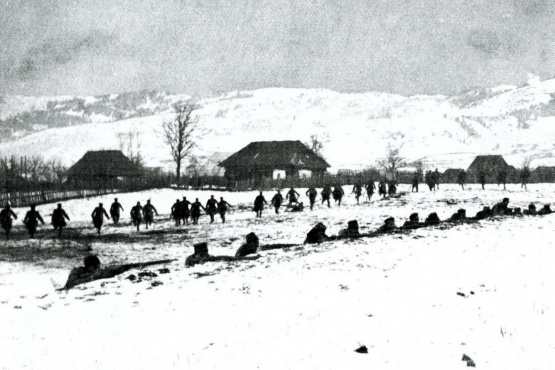
Natarcie II batalionu 2 pułku piechoty Legionów Polskich, 18 stycznia 1915 roku
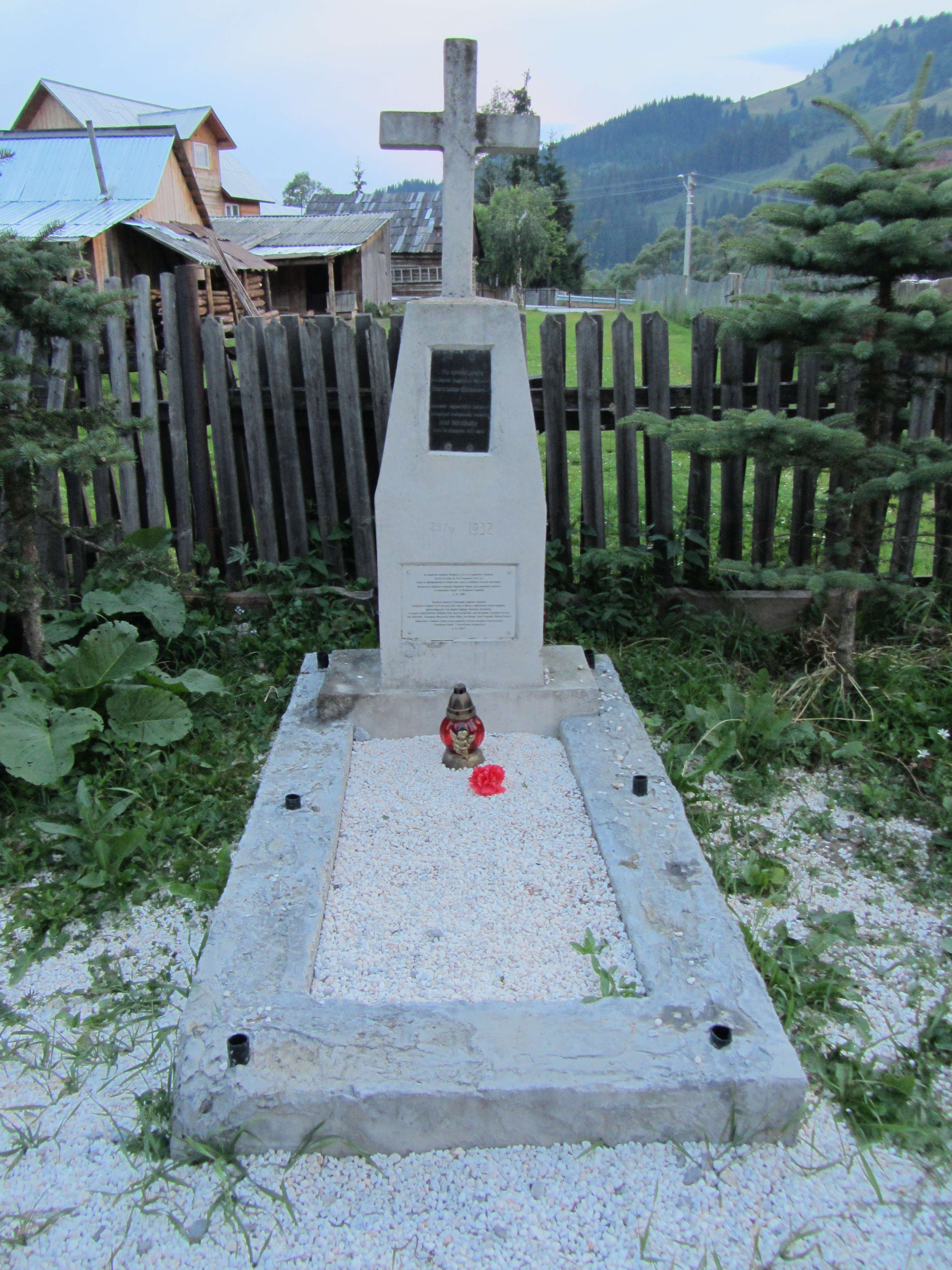
Grób żołnierzy II Brygady Legionów Polskich
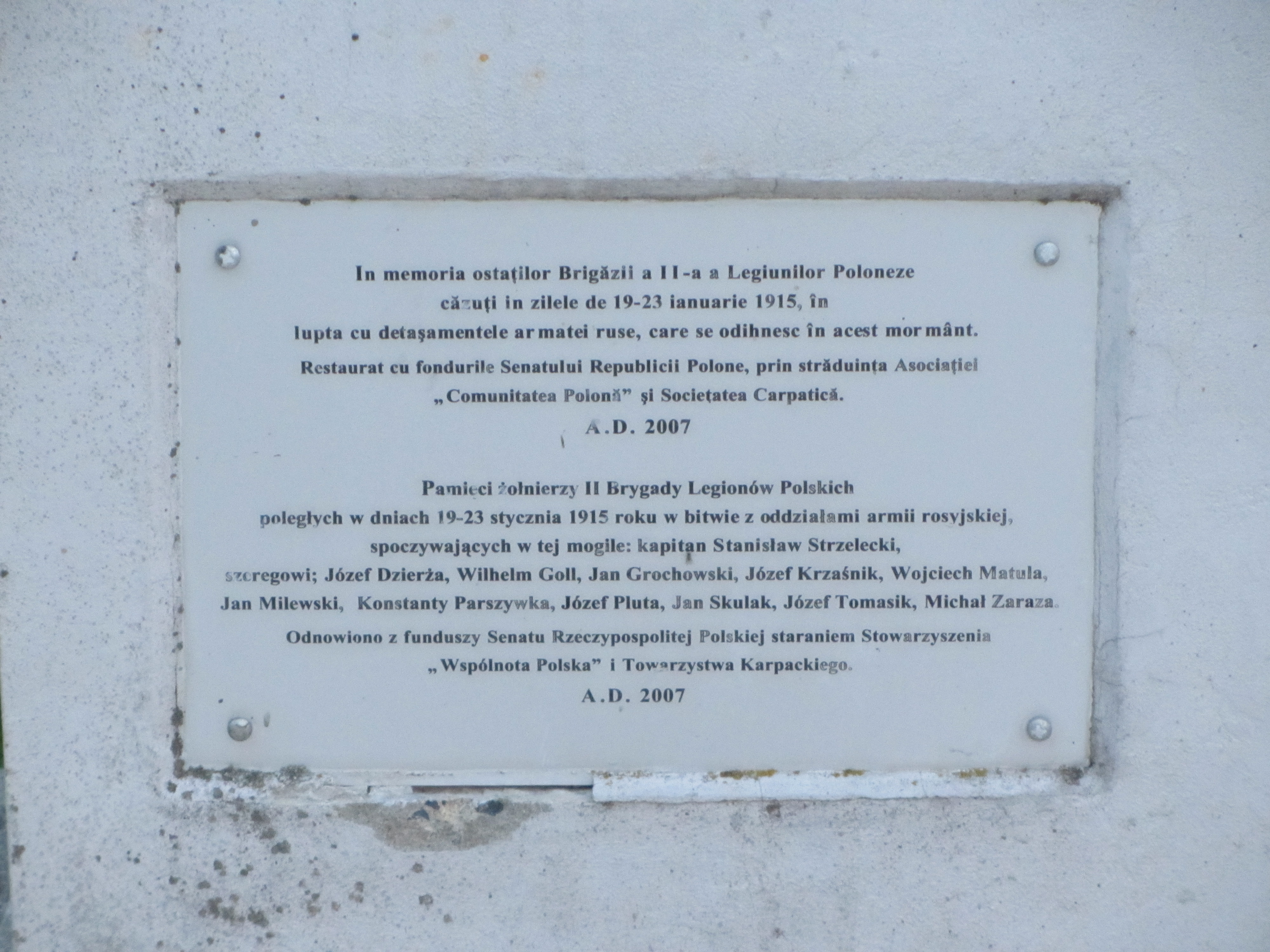
Pamiątkowa tablica na grobie
Dzisiejszy okręg Suczawa, z zaznaczoną Bukowiną południową